# Diana Battaggia
Diana Battaggia (Venezia, 29 gennaio 1966) è una politica italiana, dal 2004 direttrice dell'Organizzazione delle Nazioni Unite per lo Sviluppo Industriale (UNIDO) in Italia.

## Biografia
Laureata in Scienze Politiche e Relazioni Internazionali presso l'Università degli Studi di Padova con una tesi sulle strategie di internazionalizzazione di Carrera SpA, si è successivamente specializzata in Analisi finanziaria e Finanza aziendale. Ha iniziato la sua carriera come consulente per gli affari economici e istituzionali presso aziende e istituzioni italiane ed europee, in particolare in materia di finanza internazionale, sviluppo industriale e cooperazione.

## Carriera politica
Nel 1994 è stata eletta per la Lega Nord alla Camera dei deputati (XII legislatura della Repubblica Italiana), occupandosi di diverse questioni e leggi nell'ambito degli affari esteri, dell'industria, della ricerca ed energia e controllo dell'immigrazione. È stata cofirmataria di una proposta di legge in materia di cooperazione internazionale volte a migliorare gli standard di vita dei Paesi in via di sviluppo. Durante la carriera parlamentare, ha ricoperto inoltre incarichi interni alla Camera, quali Segretario alla Presidenza, Responsabile dell'amministrazione interna e contabilità, e Membro della Commissione per gli affari esteri e per UE / CEE e della Commissione affari costituzionali.
Al termine dell'esperienza parlamentare è stata per due anni consulente all'Istituto per la Promozione Industriale (IPI), occupandosi dello studio di nuove opportunità d'investimento e dell'internazionalizzazione delle aziende. Ha portato avanti attività di consulenza anche per Confindustria, con attenzione particolare agli aspetti economici e legislativi legati all'imprenditoria.
Nel 1999 è stata nominata Coordinatrice del Programma “Mediterranean2000” dell'UNCTAD. Durante il suo mandato, ha sostenuto numerosi Paesi del Mediterraneo e del Corno d'Africa attraverso il supporto alla Piccola e media impresa (Pmi), alla promozione di collaborazioni industriali, e alla competitività imprenditoriale nel mercato globale.
Dal 2003, è socio fondatore e membro del consiglio di amministrazione della Fondazione Foedus, la cui mission è quella di rafforzare lo sviluppo delle imprese legate alla solidarietà e all'impegno culturale attraverso programmi di promozione internazionale, partnership e collaborazioni istituzionali.
Nel 2004 è stata consulente presso la sede centrale dell'UNIDO a Vienna svolgendo rilevanti incarichi volti a sondare le capacità di accesso al mercato delle Pmi e ad analizzare le agevolazioni commerciali improntate alla facilitazione degli scambi.

## Direttrice dell'UNIDO ITPO Italy
Dal 2004 è la direttrice dell'Ufficio italiano per la Promozione Tecnologica e degli Investimenti dell'UNIDO, dove è responsabile di progetti finalizzati all'industrializzazione sostenibile di Africa, Asia ed America Latina. I Paesi di tali aree fanno della promozione degli investimenti esteri, trasferimento di tecnologia e attività per lo sviluppo di know-how, il loro principale strumento di azione nei settori agro-industriale, ambiente ed energia.
Ha rafforzato l'impegno dell'UNIDO ITPO Italia verso l'accesso all'Energia sostenibile, partecipando durante il proprio mandato agli incontri del G8: quello di Siracusa, G8 Ambiente ed il G8 Energia tenutosi a Roma.
Inoltre ha posto attenzione su altre tematiche quali la riduzione della povertà, insistendo sull'importanza di incrementare la Sicurezza alimentare globale con l'obiettivo di ridurre al minimo lo spreco alimentare nei Paesi sviluppati. Si è fatta per questo promotrice di un'iniziativa volta a favorire la cooperazione dell'UNIDO con le altre Agenzie delle Nazioni Unite con sede a Roma (FAO, IFAD e WFP) legate ai settori dell'agricoltura e dell'alimentazione, con l'obiettivo di sviluppare un approccio globale nella lotta alla fame e alla riduzione della povertà a livello mondiale.

## Pubblicazioni
Diana Battaggia ha partecipato a numerose conferenze come relatore,  ed è inoltre autrice del volume “PMI, un modello italiano da esportare”.

## Vita privata
Sposata con Mario Baccini, politico ed ex ministro. La coppia ha avuto una figlia, Zoe.